# دوغ هنري
دوغ هنري (بالإنجليزية: Doug Henry)‏ هو متسابق دراجات نارية أمريكي، ولد في 6 سبتمبر 1969 في ميلفورد في الولايات المتحدة.